# لوتشيانو ريكالدي
لوتشيانو ريكالدي (بالإسبانية: Luciano Recalde)‏ هو لاعب كرة قدم أرجنتيني في مركز الدفاع، ولد في 12 أغسطس 1995 في Granadero Baigorria ‏ في الأرجنتين. لعب مع روزاريو سنترال.

## وصلات خارجية
- لوتشيانو ريكالدي على موقع قاعدة بيانات كرة القدم.إي يو (الإنجليزية)
- لوتشيانو ريكالدي على موقع Soccerway.com (الإنجليزية)